# التعرف على الكيانات المسماة
التعرف على الكيانات المسماة أو التعرف على الكيان المسمى هو مهمة فرعية لاستخراج المعلومات تسعى إلى تحديد وتصنيف الكيانات المسماة المذكورة في النص غير المهيكل إلى فئات محددة مسبقًا مثل الشخص الأسماء، المنظمات أو المواقع أو الرموز الطبية أو التعبيرات الزمنية أو الكميات أو القيم النقدية أو النسب المئوية إلخ.